# Eusebio Salazar
Eusebio Salazar (Chincha, Departamento de Ica, Perú, 4 de marzo de 1952) es un exfutbolista y director técnico peruano. Es padre de los también futbolistas Javier y Aldair Salazar.

## Clubes

### Como jugador
| Club            | País | Año       |
| --------------- | ---- | --------- |
| Sport Boys      | Perú | 1973-1980 |
| Deportivo Junín | Perú | 1981      |
| Sport Boys      | Perú | 1982-1983 |
| Sport Pilsen    | Perú | 1984      |
| Unión Huaral    | Perú | 1985      |

### Como entrenador
| Club                 | País | Año  |
| -------------------- | ---- | ---- |
| Sport Boys           | Perú | 2004 |
| Sport Boys           | Perú | 2005 |
| Sport Boys           | Perú | 2008 |
| Atlético Minero      | Perú | 2009 |
| Deportivo Binacional | Perú | 2012 |
| Carlos A. Mannucci   | Perú | 2013 |
| Sport Victoria       | Perú | 2013 |
| Carlos A. Mannucci   | Perú | 2013 |
| Deportivo Coopsol    | Perú | 2014 |
| Sport Victoria       | Perú | 2014 |
| Sport Victoria       | Perú | 2015 |
| Racing de Huamachuco | Perú | 2016 |
| Octavio Espinosa     | Perú | 2017 |
| Sien Carabaya        | Perú | 2017 |
| Racing de Huamachuco | Perú | 2018 |